# IBB (gebouw)

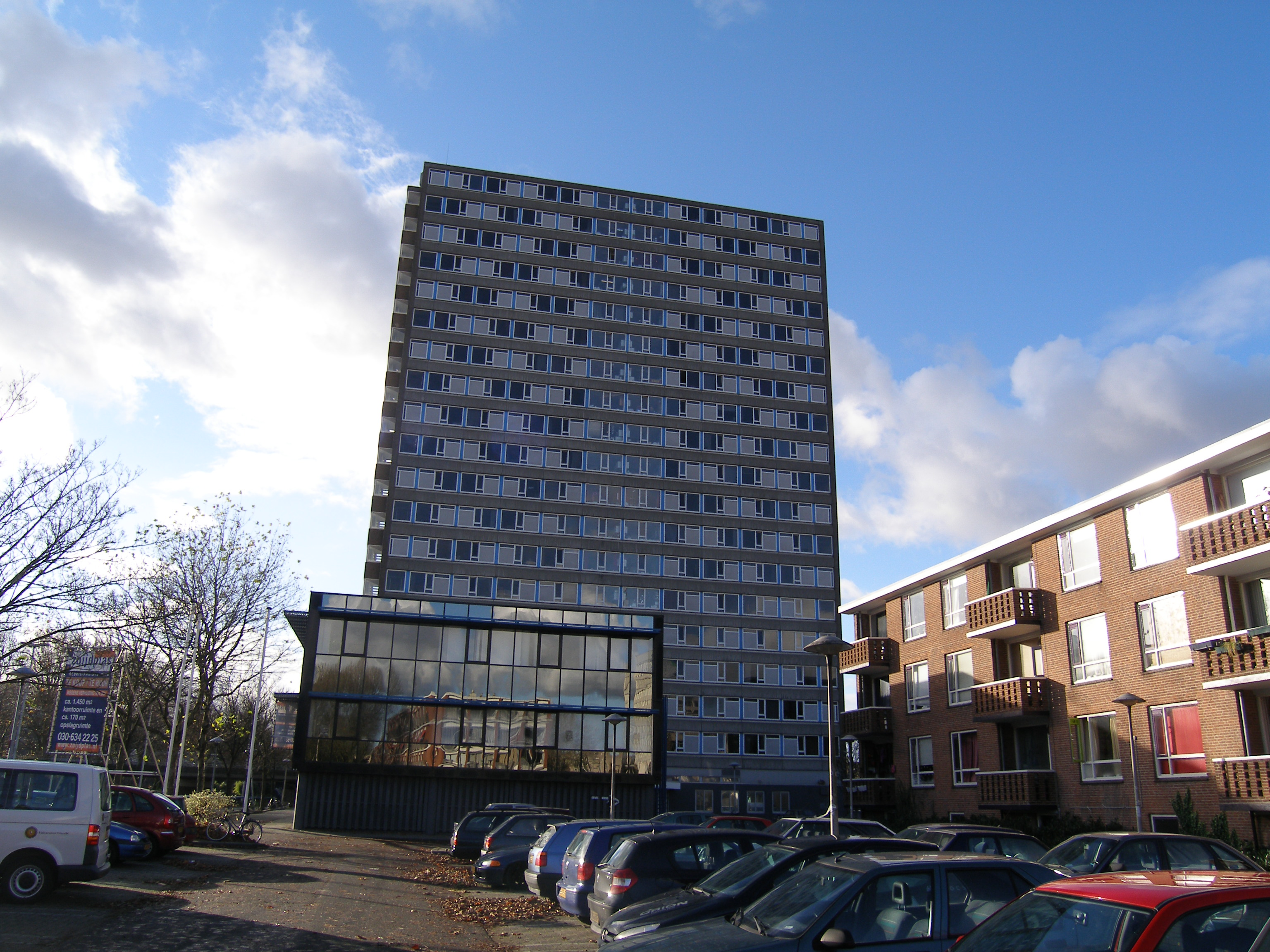
Studentencomplex IBB

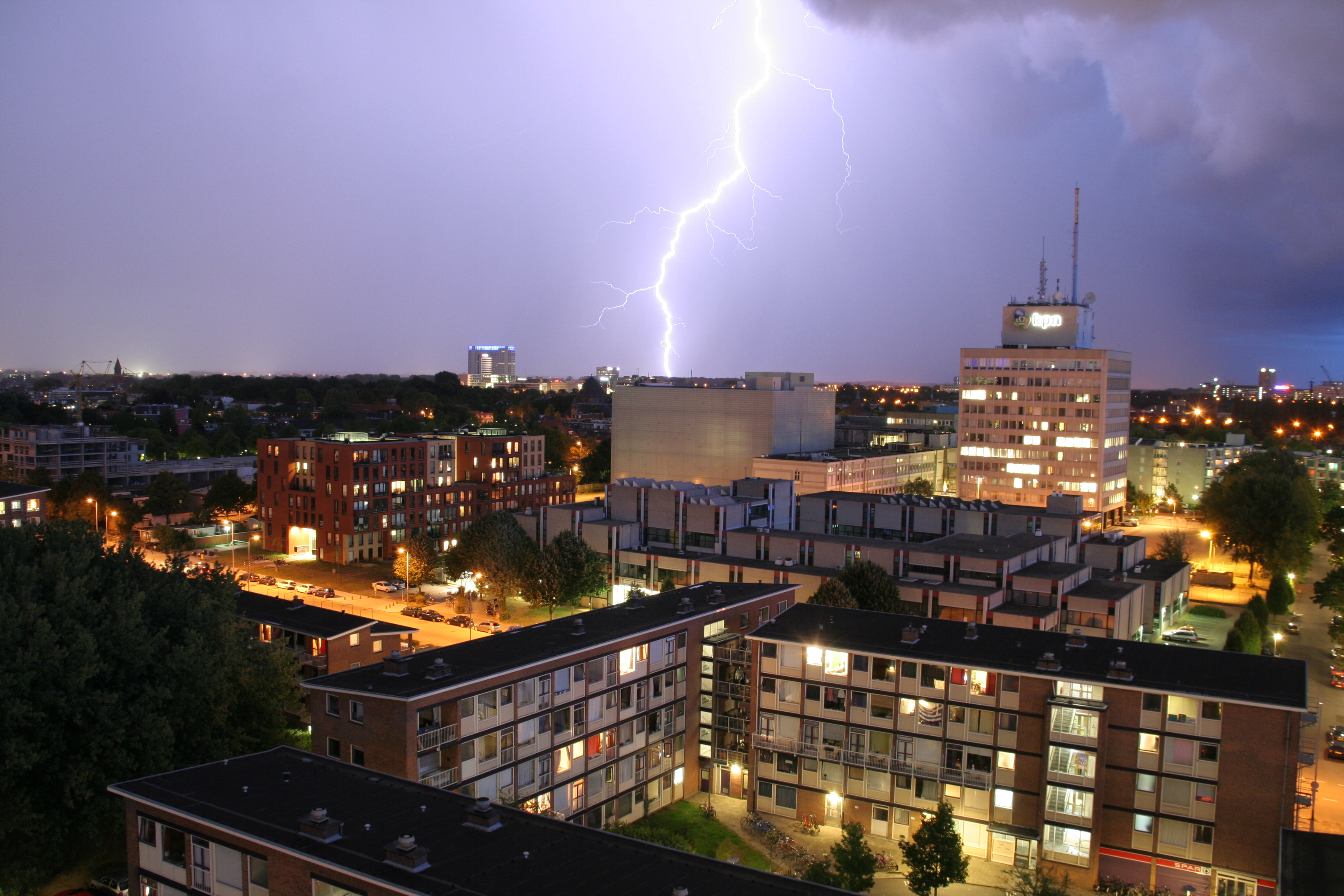
Oost tijdens onweer, gefotografeerd vanaf de hoge IBB-flat. Onderaan de afbeelding een van de flats van de laagbouw.

Het IBB is een studentencomplex aan de Ina Boudier-Bakkerlaan in de wijk 'Oost' in Utrecht, de hoofdstad van de Nederlandse provincie Utrecht.

## Beschrijving
Er zijn zo'n 1300 kamers in huizen van acht tot vijftien bewoners, waar huiskamer, keuken en badkamer gedeeld worden. Daarnaast zijn er enkele zelfstandige woningen. Het IBB is eind jaren 60 gebouwd en is daarmee het oudste studentencomplex van de stad. Het complex bestaat uit een hoogbouwflat van 288 eenheden en 15 laagbouwflats van in totaal ca. 1000 eenheden. Eigenaar en verhuurder is de SSH Utrecht.
Tussen 1995 en 2003 was ook het ROC Utrecht Unit Welzijn gevestigd aan de IBB laan nummer 2 met ongeveer 500 studenten een belangrijk onderdeel van de wijk. In 2003 is deze school verhuisd naar de Vondellaan en opgegaan in het ROC Midden Nederland.
Het IBB ligt in Utrecht-Oost, met de Ina Boudier-Bakkerlaan in het oosten en de Oosterspoorweg in het westen. Achter de Oosterspoorweg ligt de volksbuurt Sterrenwijk.
Hoewel de meeste kamers maar zo'n 12 m² groot zijn en het complex inmiddels op leeftijd is, is het nog steeds populair bij studenten. Als mogelijke reden hiervoor kan de ligging halverwege de binnenstad en universiteitscentrum De Uithof, of de lage huurprijs gezien worden.
Het complex had een eigen buurtsupermarkt en van 1968 tot 2008 een eigen kroeg. De supermarkt is overbodig geworden na de opening van een reguliere supermarkt in de straat, nu is er een sportschool in gevestigd.
Bekende (oud-)bewoners van het IBB:
- Vincent Bijlo (nummer 63 en 189)
- Denise Jannah (nummer 21-3)
- Elias Khodabaks (hoogbouw 16e verdieping)
- Quinsy Gario (hoogbouw 11e verdieping)

## Trivia
- Toen het complex net gereed was en er nog geen studenten woonden, is het gebruikt als huisvesting voor de bezoekende sporters van het EK zwemmen 1966 in Utrecht.
- In de beginjaren waren er gescheiden meisjes- en jongenshuizen. De huizen hadden geen echte keuken, omdat alle studenten toentertijd in de mensa aten.
- Het plan van SSH en gemeente was om het complex aanvankelijk te bouwen aan de Kruisstraat, tegenover ParnassΩs. Toen de huidige locatie in beeld kwam leidde dat tot honende geluiden bij de studenten, immers niemand zou "zo ver buiten de stad" willen wonen.
- In de nacht van 2 op 3 juli 2016 was er brand in het complex, waarschijnlijk ontstaan door gebruik van een vuurkorf. Tientallen bewoners moesten hun kamers verlaten; vijf ervan moesten naar het ziekenhuis vanwege het inademen van rook.[1][2]